# Synagoge (Nowy Sącz)

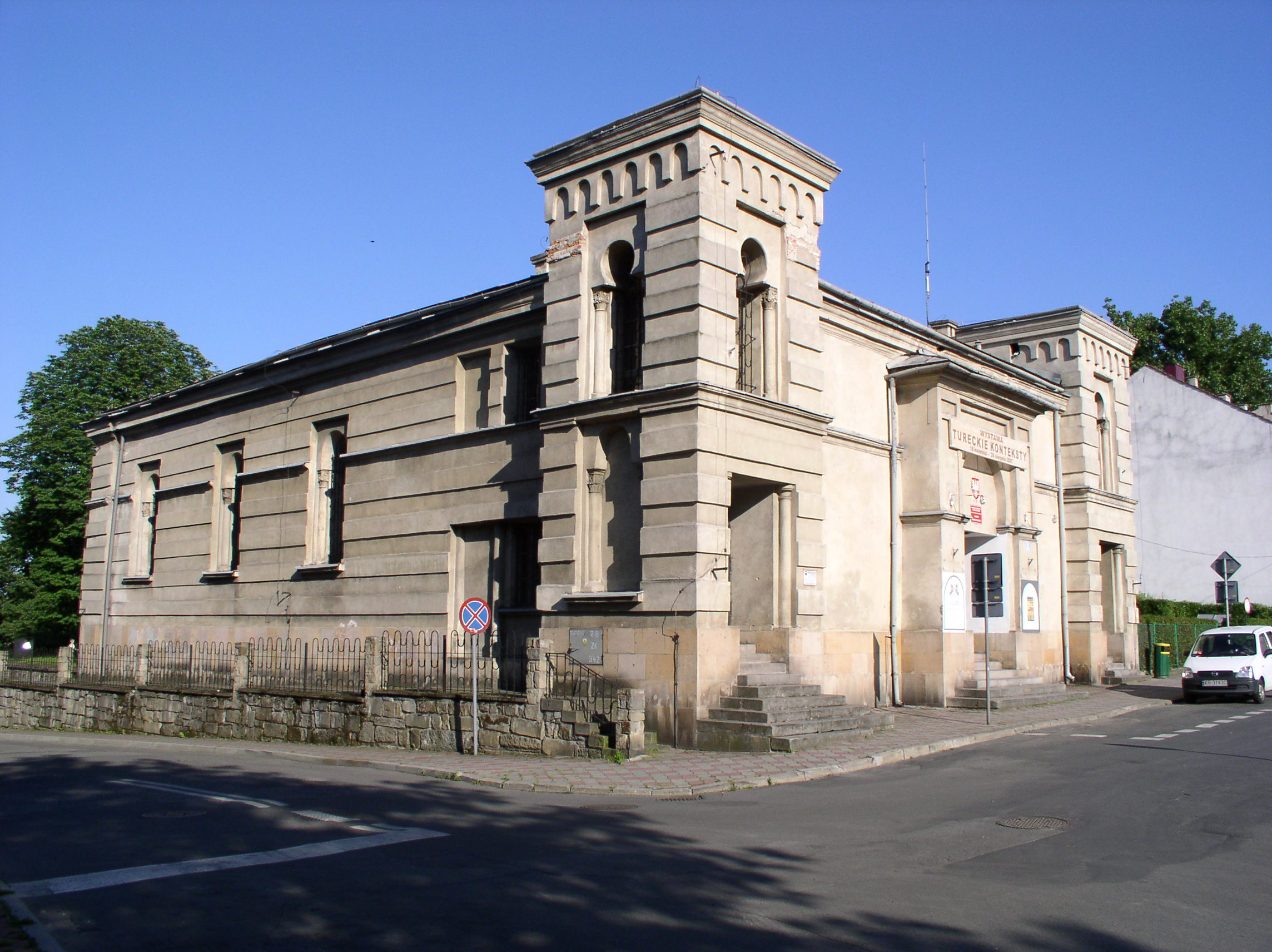
Synagoge (2007)

Die Synagoge in Nowy Sącz, einer polnischen Stadt in der Woiwodschaft Kleinpolen im Südosten Polens, wurde in der zweiten Hälfte des 18. Jahrhunderts gebaut. Nach jahrelanger anderer Nutzung wird sie heute wieder religiös genutzt. Sie ist auch als „Große Synagoge“,  „Stadtsynagoge“ und „Magistratssynagoge“ bekannt.

## Geschichte
Ein Feuer zerstörte 1765 eine hölzerne Synagoge in Nowy Sącz. Bis der Bau einer neuen, steinernen, Synagoge endgültig genehmigt war, vergingen einige Jahre, so dass das Gebäude erst 1774 fertiggestellt war. Gelegentlich wird auch fälschlicherweise 1746 als Baujahr angegeben, da dieses Datum auf einem Lesepult eingeritzt war. In 1894 zerstörte ein Brand große Teile der Synagoge, allerdings blieben die Außenmauern stehen. Beim Neuaufbau wurden größere Umbauten vorgenommen, die auch das Äußere veränderten.
Im Zweiten Weltkrieg zerstörten die deutschen Besatzer die Inneneinrichtung und nutzen das Gebäude als Lager. In den 1970er Jahren war es Kunstgalerie und Museum. Seit 2015 ist es wieder eine aktive Synagoge.

## Architektur
Die Synagoge ist 25 × 19 m groß; die Wandhöhe ist 8 m. Bedeckt war sie mit einem zweistufigen Walmdach. Dem Hauptraum vorgelagert sind ein Vestibül mit einer Empore darüber. Die Bima stand in der Mitte des Raumes und war von vier Säulen umgeben, die das Gewölbe abstützten und es in neun gleich große Felder unterteilte. Dieser Typ ist als „Neun-Felder-Synagoge“  seit der ersten Hälfte des 17. Jahrhunderts in Polen bekannt, zum Beispiel in der Großen Vorstadt-Synagoge in Lemberg.
Nach dem Feuer 1894 wurde das Gewölbe durch eine ebene Decke ersetzt, ebenfalls erhielt sie ein anderes Dach. Außen wurden große Ecktürme mit Elementen eines neomaurischen Stils errichtet.